# Panulirus versicolor
Panulirus versicolor är en kräftdjursart som först beskrevs av Pierre André Latreille 1804.  Panulirus versicolor ingår i släktet Panulirus och familjen Palinuridae. IUCN kategoriserar arten globalt som livskraftig. Inga underarter finns listade i Catalogue of Life.

## Bildgalleri

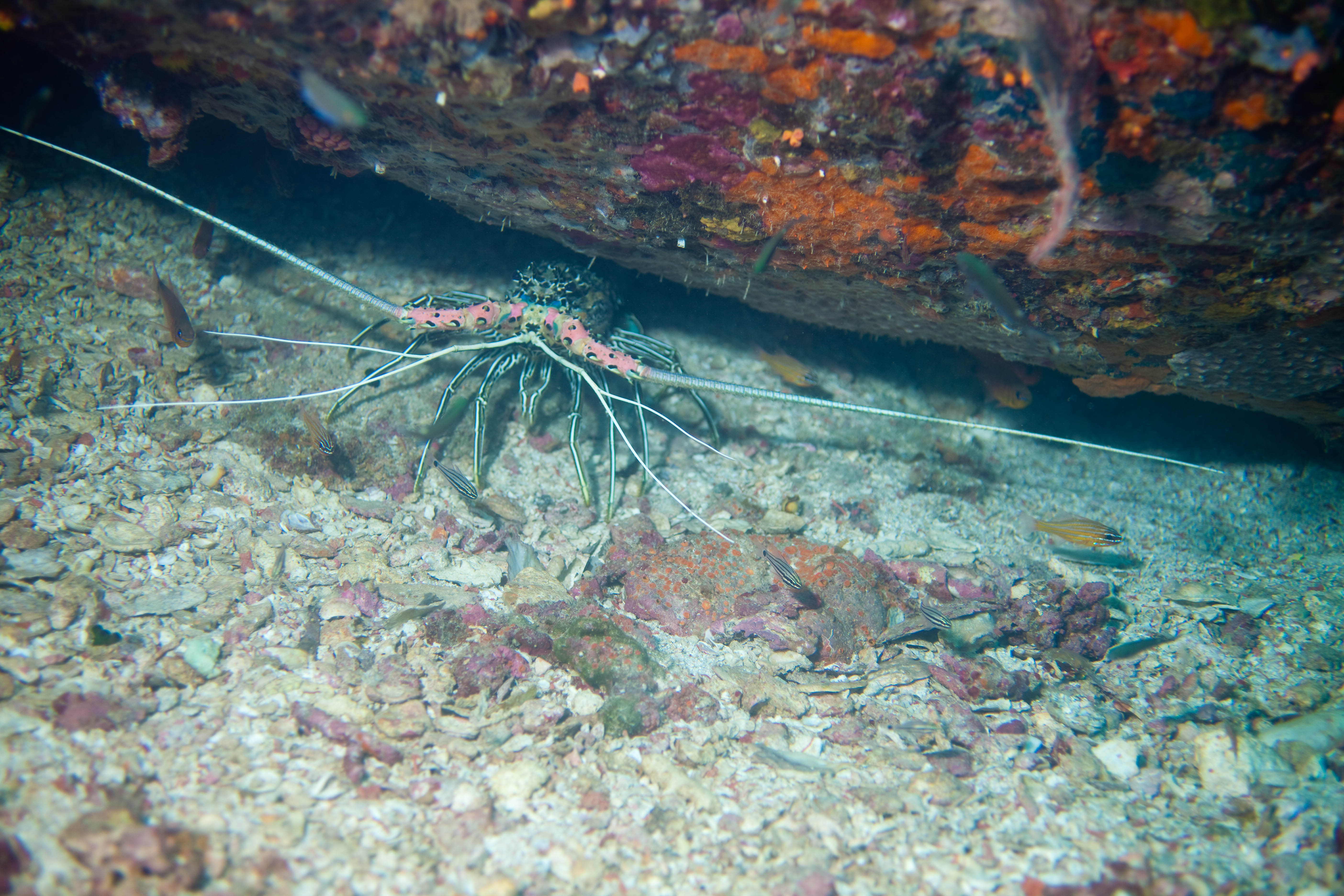
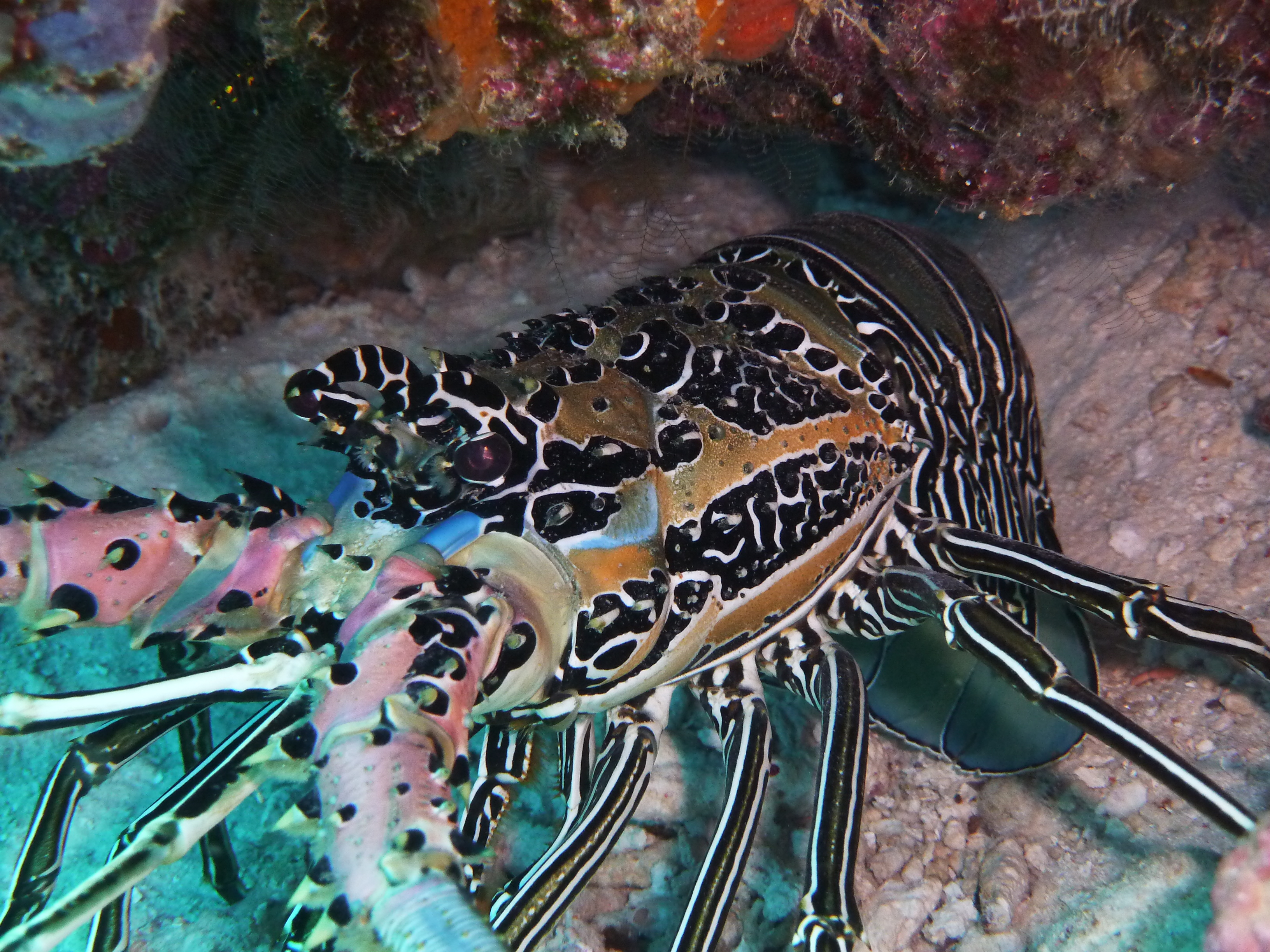